# 3068 Khanina
3068 Khanina је астероид главног астероидног појаса чија средња удаљеност од Сунца износи 2,229 астрономских јединица (АЈ).
Апсолутна магнитуда астероида је 13,2.